# Taifa di Cordova
La Taifa di Cordova (in arabo طائفة قرطبة‎?) era una repubblica medievale Islamico taifa Moresco di al-Andalus, che esisteva, nell'attuale Spagna meridionale ed era governato dai Banu Jawhar che avevano sostituito il Califfo Omayyade.

La repubblica governava la città di Cordova e i suoi dintorni nel 1031.

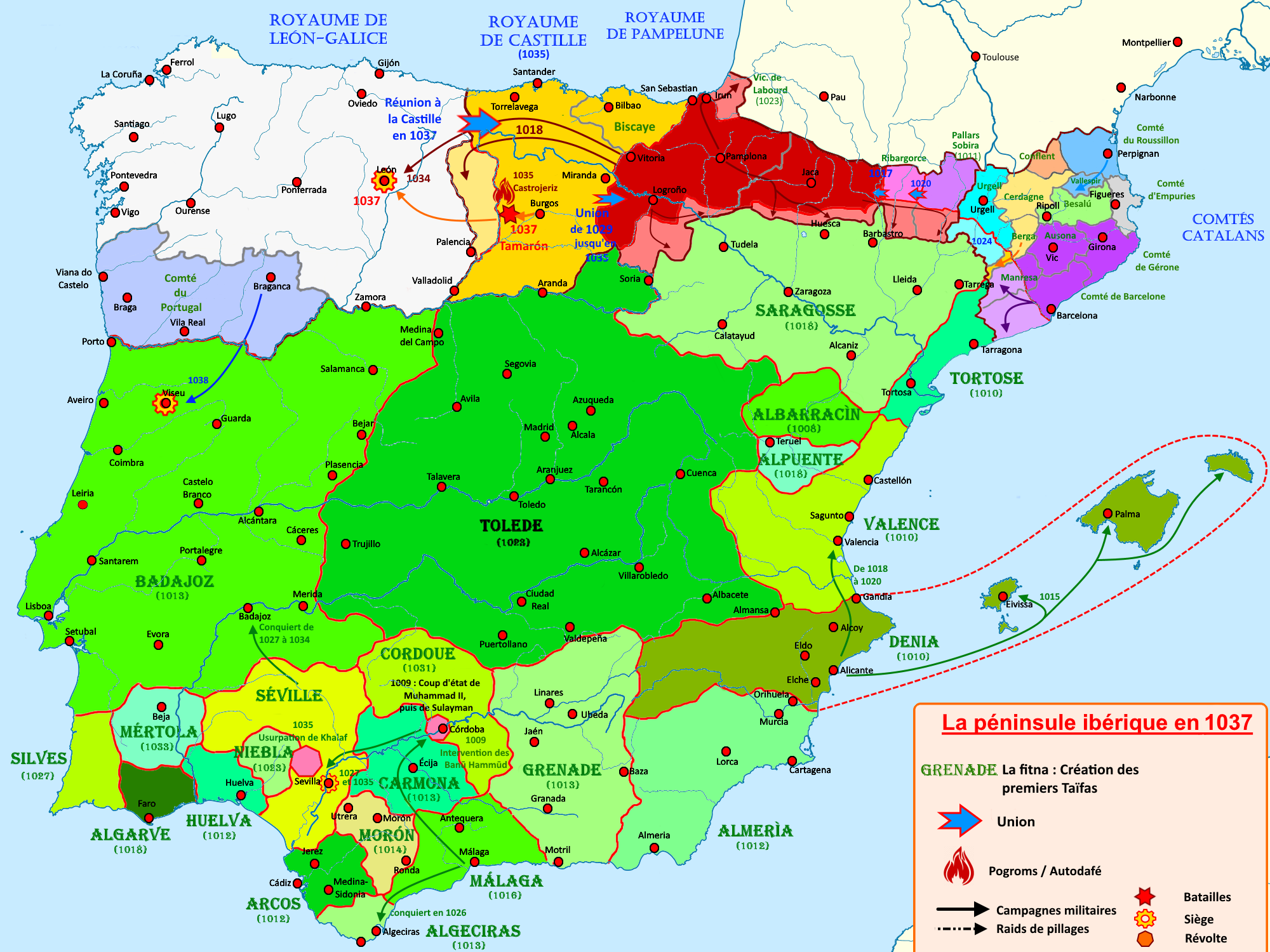
Repubblica di Cordova, nel 1037

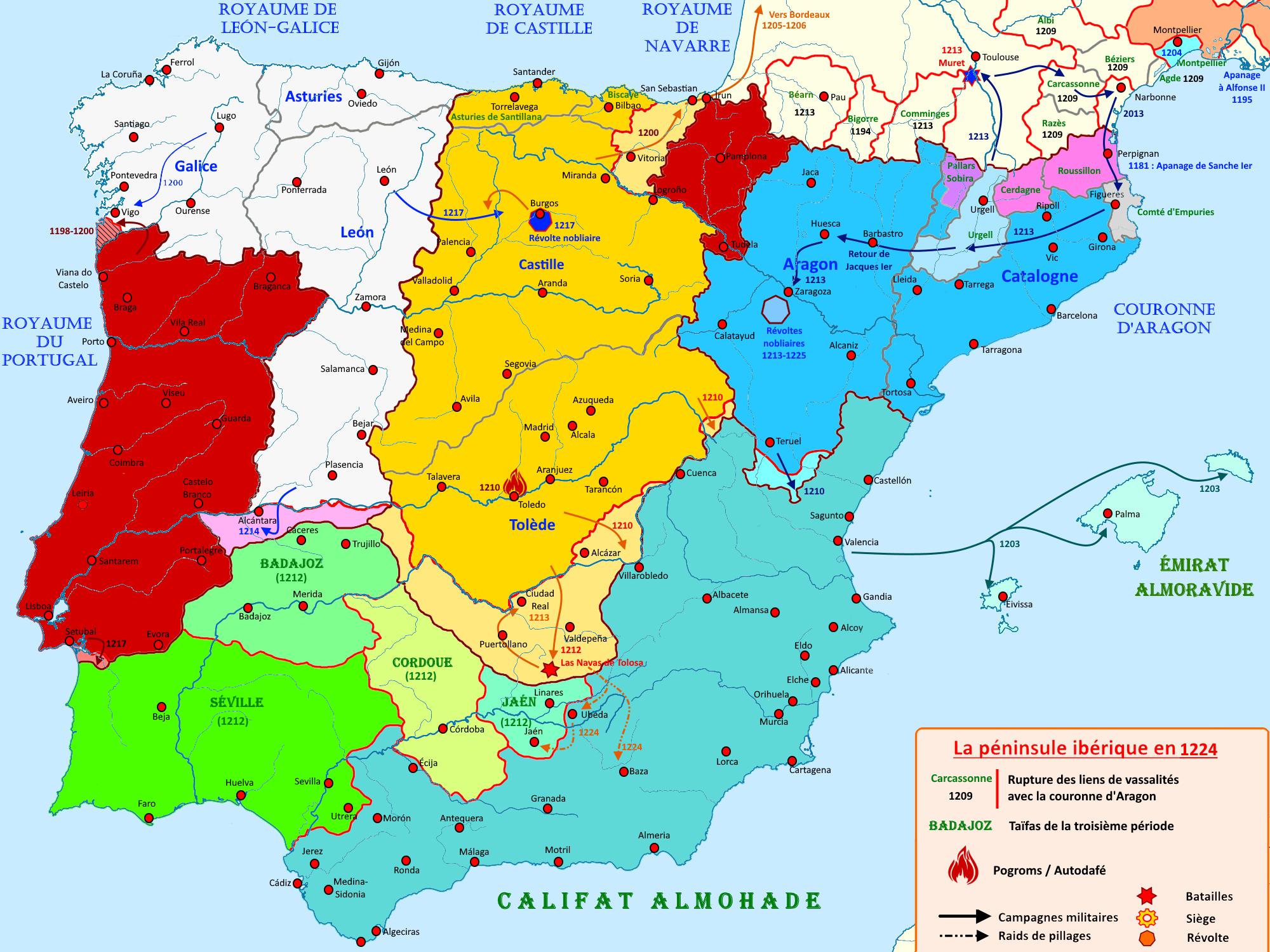
Taifa di Cordova, nel 1224

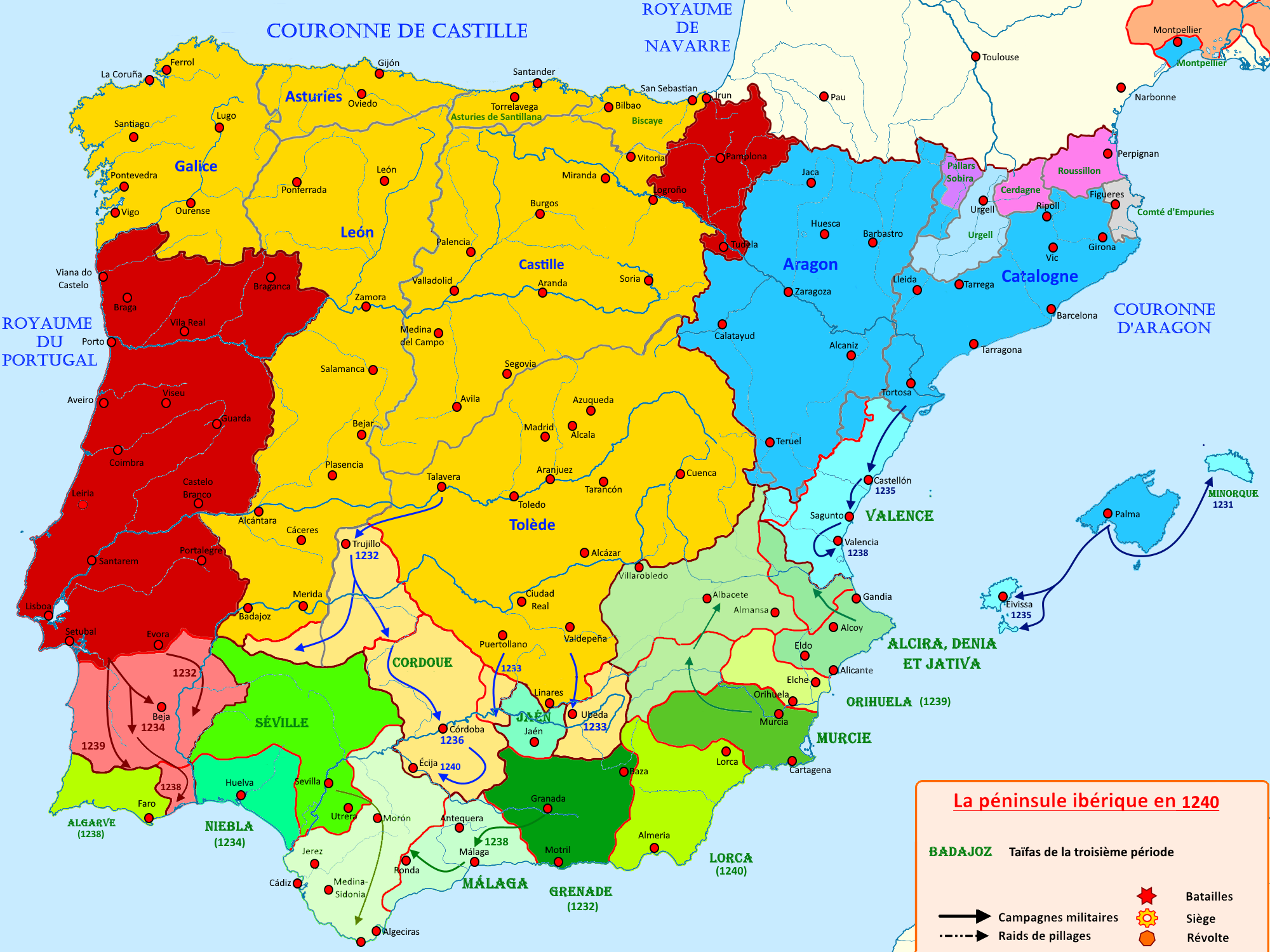
Conquista cristiana di Cordova, nel 1236

## Storia

### Repubblica
Dopo la cacciata di Hishām III fu costituito un consiglio che continuò ad amministrare il califfato, ridotto a un piccolo territorio nei dintorni di Cordova, e secondo la Histoire des Almohades / d'Abd el- Wâh'id Merrâkechi era guidato dal visir Aboul-Hazim Djawar b. Mohammed, che cinque anni prima era stato l'artefice della nomina a califfo di Hisham III ibn Muhammad.

Dopo la morte di Aboul-Hazim Djawar la repubblica fu governata dal figlio, il visir, Aboul-Walid Mohammad b. Djahwar, che governò fino al 1053, quando Cordova venne occupata dall'emiro della taifa di Toledo, al-Mamun, che la fece governare da un Berbero di nome Mousa Ibn Okacha, che affiancò Aboul-Walid Mohammad fino al 1063 e poi il figlio, Abd al-Malik 

Nel 1070, Cordova fu conquistata dall'emiro della Taifa di Siviglia, Muhammad al-Muʿtamid, che annesse Cordova alla Taifa di Siviglia.

### Taifa
Quando l'Impero almohade perdette vigore, dopo la sconfitta subita a Las Navas de Tolosa, nel 1212 vi fu un terzo periodo di espansione dei regni di taifa e, Cordova fu tra le prime città che si resero indipendenti.

Riuscì a mantenere la sua indipendenza per oltre vent'anni, ma nel 1236 fu conquistata e annessa dal re di Castiglia e León, Ferdinando III.

### Fonti primarie
- (FR)  Histoire des Almohades / d'Abd el- Wâh'id Merrâkechi
- (EN)  The History Of The Mohammedan Dynasties In Spain Vol II
- (EN)  Muslim Spain and Portugal: A Political History of al-Andalus

### Letteratura storiografica
- Rafael Altamira, "Il califfato occidentale", in: «Storia del mondo medievale», Cambridge History of Middle Age, vol. II, 1999, pp. 477–515.]
- Rafael Altamira, La Spagna (1031-1248), in "Storia del mondo medievale", vol. V, 1999, pp. 865–896
- La recomquista